# Ехо і Нарцис
«Ехо і Нарцис» — давньогрецький міф про кохання німфи Ехо до сина річкового бога Кефісса Нарциса. Його найвідоміша версія викладена в поемі давньоримського поета Овідія «Метаморфози».
За свою балакучість німфа Ехо була покарана богинею Герою, яка позбавила її здатності починати розмову першою, вона могла тільки повторювати. Вона зустріла у лісі красеня Нарциса, закохалась в нього, але не змогла допомогти йому, коли той заблукав у лісі — коли Нарцис кричав, шукаючи дорогу, Ехо лише повторювала його слова. Побачивши її, Нарцис лишився байдужим, і Ехо померла від нерозділеного кохання - від неї залишився лише голос. За байдужість до німфи Афродіта покарала Нарциса. Якось стомившись на полюванні, він приліг біля струмка і, побачивши у ньому своє відображення, настільки закохався у нього, що не зміг зрушити з місця і помер, перетворившись на квітку смерті.

## Ехо і Нарцис у мистецтві
Міф про Ехо і Нарциса ставали сюжетом багатьох творів образотворчого мистецтва.

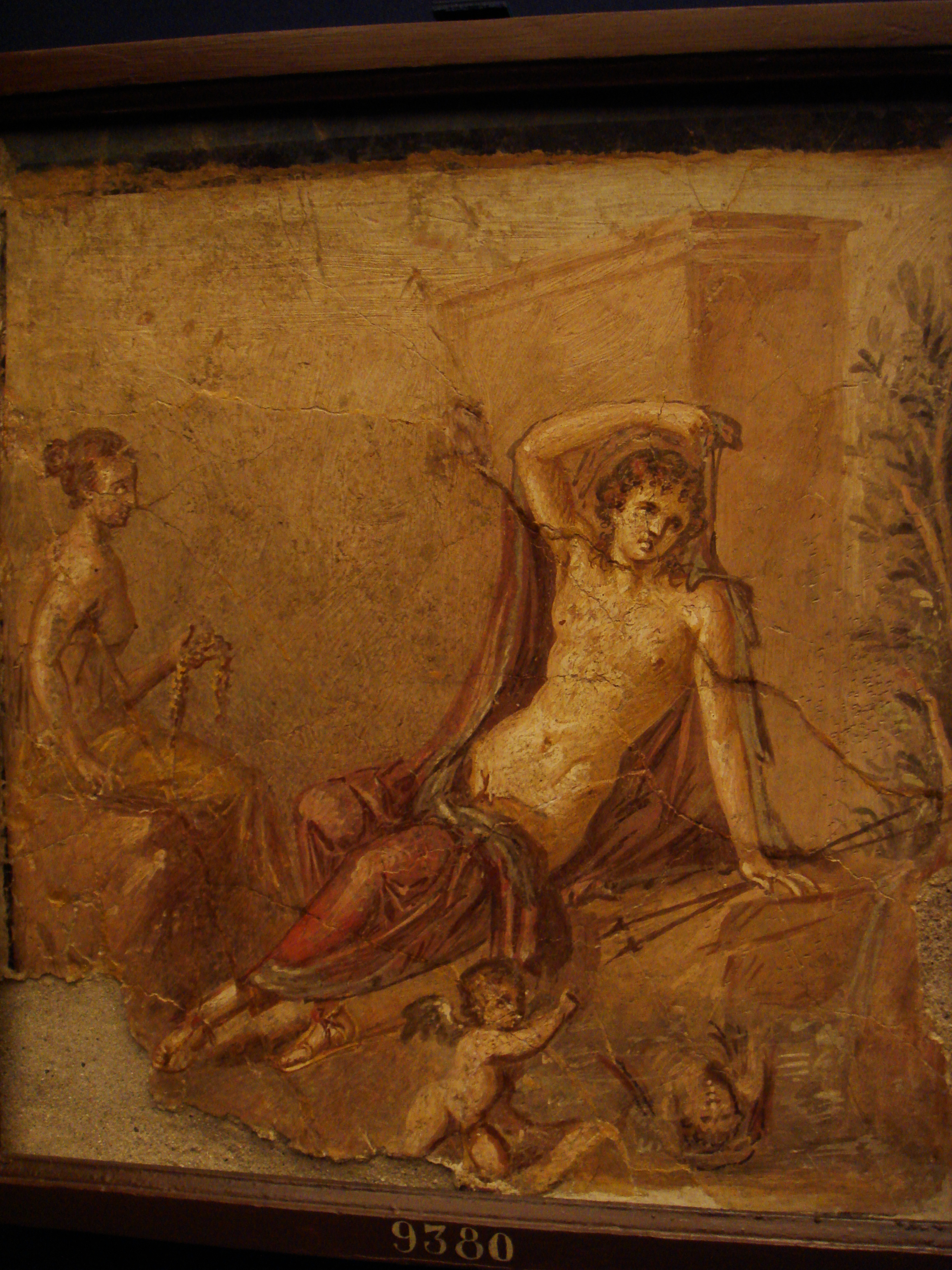
«Нарцис і Ехо», фреска з Помпеїв (45–79 н. е.)
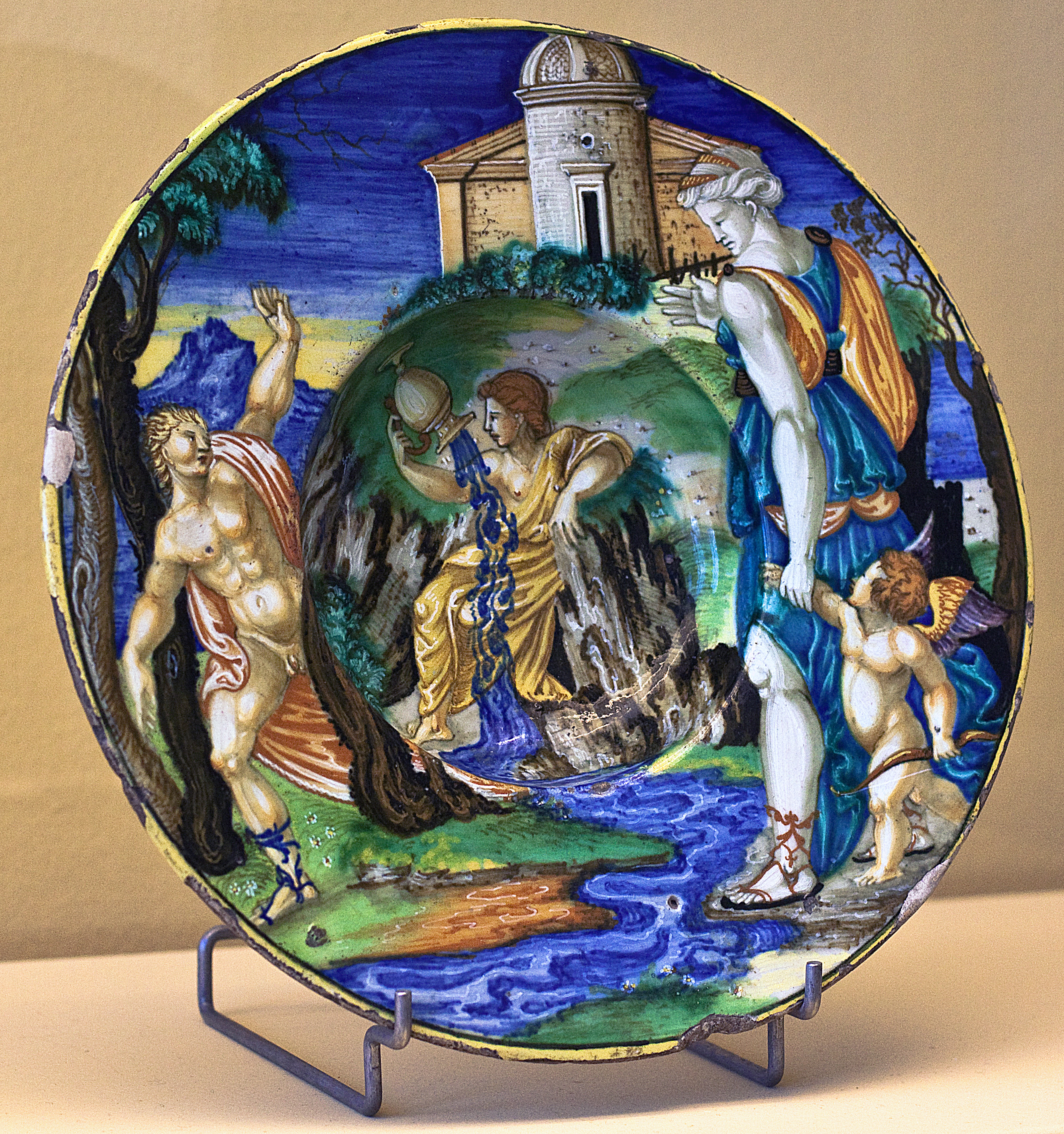
Франческо Авеллі (англ. Francesco Xanto Avelli), Ехо, Амур і Нарцис (1535)
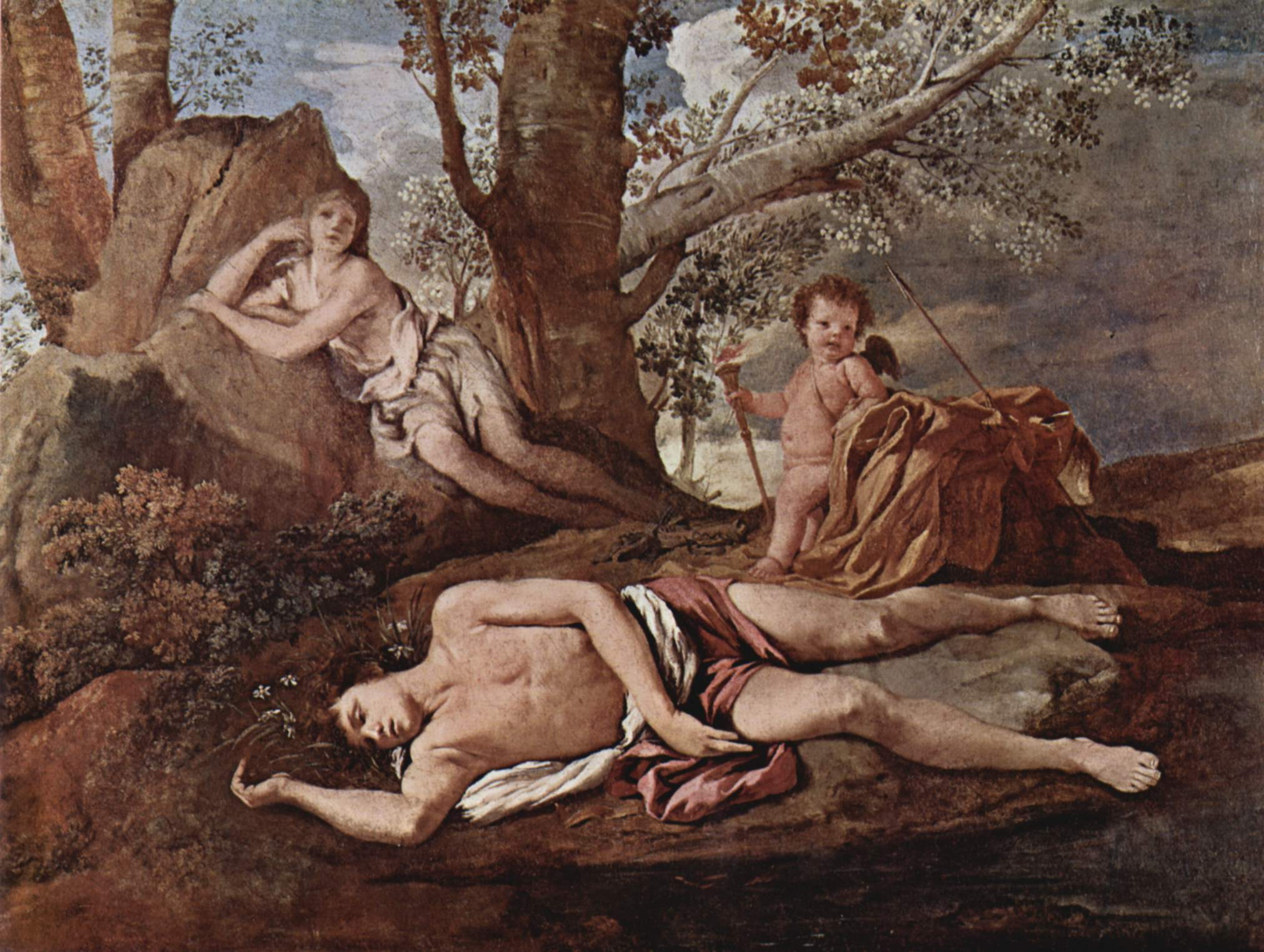
Нікола Пуссен, Ехо і Нарцис (бл. 1629–1630)
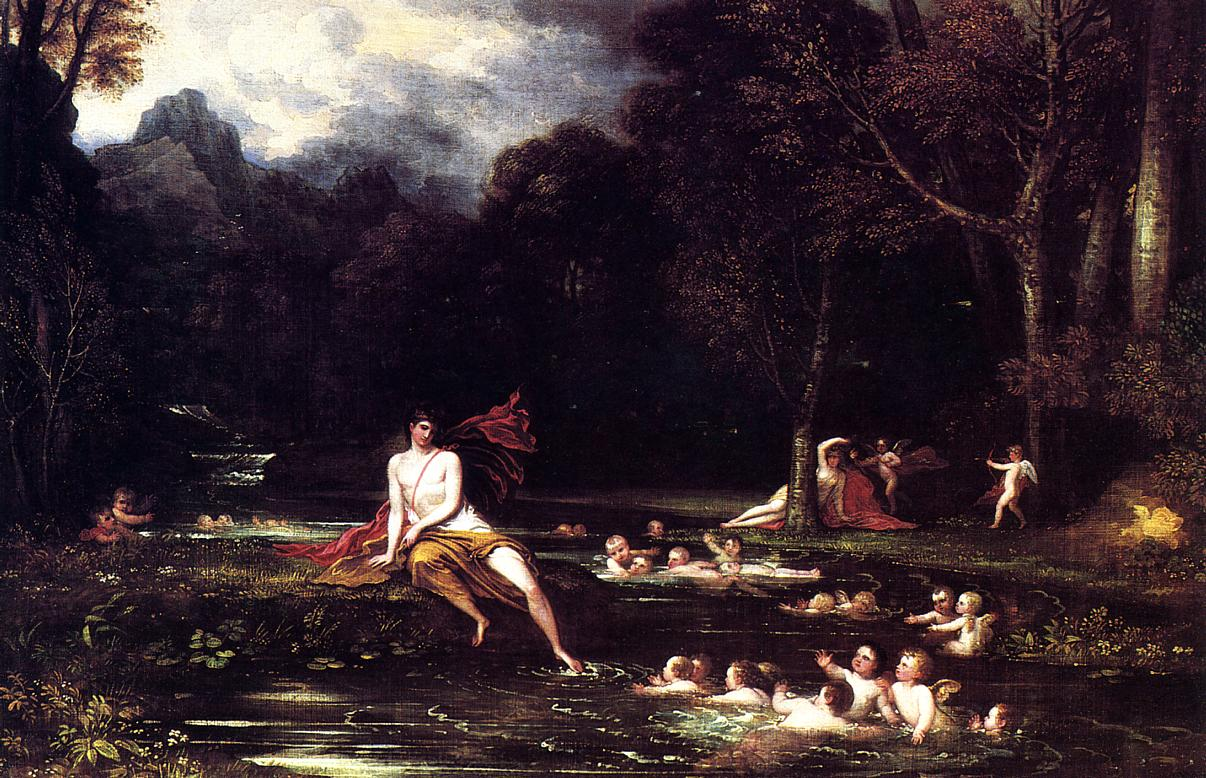
Бенджамін Вест, Нарцис і Ехо (1805)
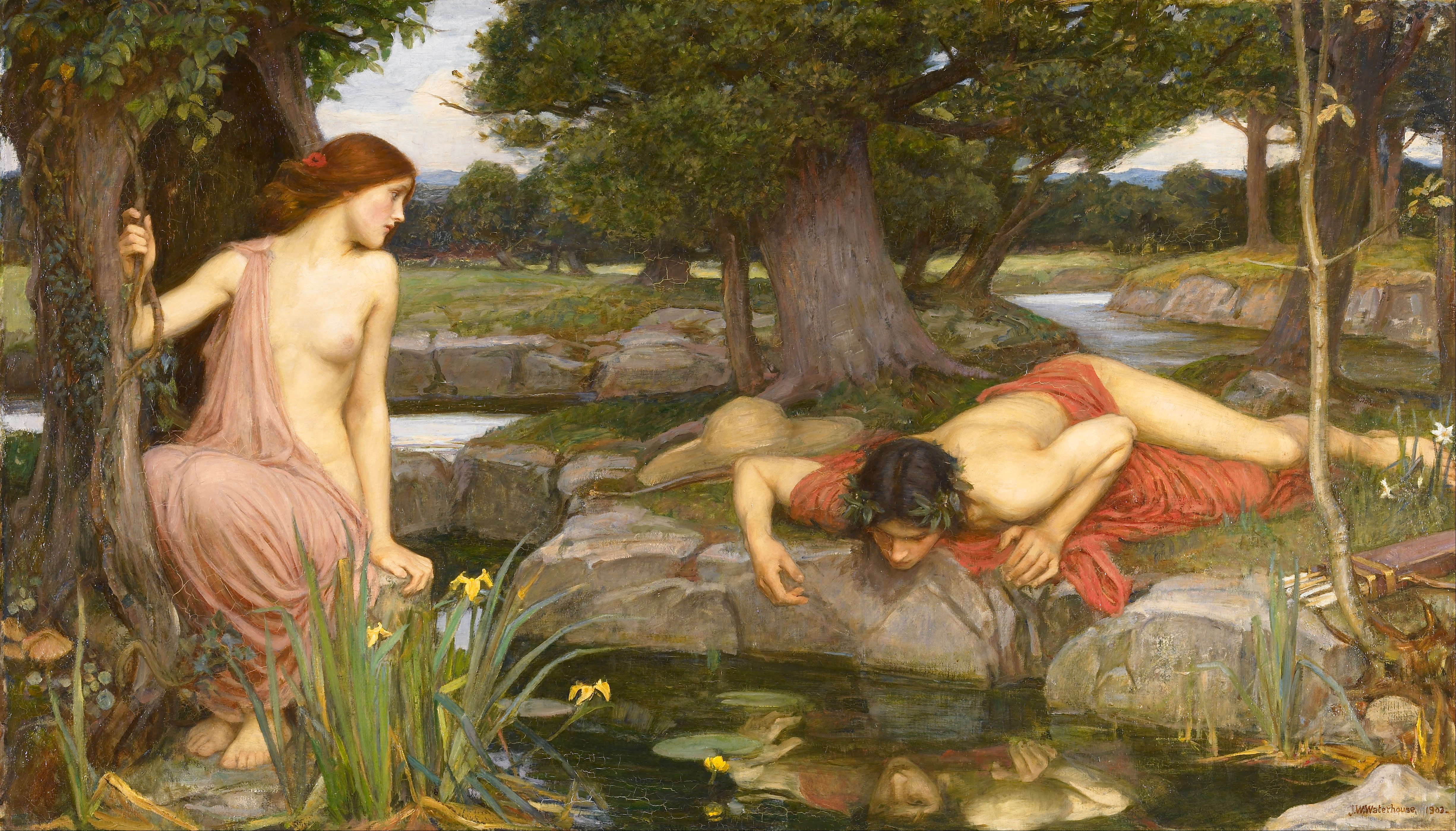
Джон Вотерхаус, Ехо і Нарцис (1903)

За сюжетом міфу Франческо Каваллі написав оперу «Безсмертні Ехо і Нарцис» (італ. Narciso et Ecco immortalati) (1642).
За сюжетом міфу Крістоф Глюк написав оперу «Ехо і Нарцис» (фр. Echo et Narcisse), яка стала останньою у його житті (1779).